# هاکسبی
latitudeهاکسبیlongitudeهاکسبی
هاکسبی (به انگلیسی: Haxby) یک شهرک در بریتانیا است که در انگلستان واقع شده‌است.

## خصوصیات
هاکسبی ۸٬۷۵۴ نفر جمعیت دارد.